# Tai sabaki
Tai sabaki (em japonês:  体捌き) é um conjunto de técnicas de movimentação corporal, ou um método de se posicionar diante de uma situação de enfrentamento. Pode ser traduzido como a gestão do corpo. É praticado por várias artes marciais japonesas e sua maior finalidade é justamente evitar o enfrentamento directo, evitando, pois, um ataque e, na sequência, deixar a pessoa numa posição vantajosa. Como são integrantes do conjunto, não se deve resumir tai sakabi apenas como esquivas.

## Características
O termo em japonês tai, dentre outros significados, quer dizer «corpo» ou «realidade». O termo sabaki, «manipulação». Tai sabaki seria, pois, a manipulação do corpo como um todo, mas sem se esquecer do ambiente, da realidade que cerca a cena de combate. Pretende-se assim que a um só tempo sejam executados defesa e ataque.
Nesse tipo de deslocamento, são usados fundamentalmente quatro movimentos circulares em resposta ao impulso de um atacante, de modo que quem defende, saindo para uma das laterais, possa ficar em uma situação de vantagem em relação ao atacante. A despeito de se falar em deslocamento, tai sabaki implica deixar o lutador em tal postura que a área de seu corpo que pode ser atingida pelo adversário seja reduzida ao máximo, ou, eventualmente, criar uma área em que possa dissimular seus ataques (shikaku).
Tem como objetivo afastar-se do ataque e não do adversário, já que, se alguém quer encerrar um embate físico, não conseguirá esse intento distanciando-se ou fugindo, mas aproximando-se do outro para aplicar uma técnica decisiva. Quando se executa a técnica, deve-se mudar a posição do corpo sem perder nem o equilíbrio nem a estabilidade, não levantando ou baixando a cabeça (altura do corpo). Da mesma forma, os giros e demais movimentos devem ser realizados em torno de um eixo ideal, que perpassa pelo corpo de cima a baixo, e tendo sempre a finalidade de retornar a uma postura mais estável, preferencialmente igual a que se executava antes do início do deslocamento.

## Deai
Deai (出合い, encontro) é a interceptação de um golpe antes mesmo que o adversário o inicie, ou seja, trata-se da noção de atacar para bloquear o golpe contrário no exato instante em que a outra pessoa planeia iniciar o movimento.

## Maai
Maai (間合い) significa o espaço-tempo que há entre os contendores, isto é, o distanciamento existente entre uma pessoa e outra conjugado ao esforço necessário para se alcançar o outro com uma técnica e assim reciprocamente, levando-se em conta ainda, além das idiossincrasias de ambos, suas modalidades e posturas durante o embate.
Como o objetivo é evitar um ataque, saindo-se numa posição mais vantajosa, seja simplesmente deixando o oponente passar para conseguir acesso à sua retaguarda, ou o início de uma interceptação, isto não é possível se o budoca estiver mal posicionado em relação a seu oponente. Caso este último desfira uma ataque inútil ou erre a manobra, de nada adianta se a posição final ficar muito longe. Neste caso, a virtual vantagem será somente o desperdício de energia que o adversário cometeu. Na verdade, a boa ambientação visa controlar o fluxo de energia entre os lutadores.

## Riai
Riai (理合い) é a coerência entre o lugar/ponto onde se está e o ponto que se quer atingir.

## Sankaku tai
Sankaku tai (三角体) refere-se, na maior parte das vezes, à postura na qual os pés ficam em forma triangular.
Pode ser ainda uma área em forma triangular que um budoca deve, com o auxílio da noção de linha central de movimento — seichusen —, projetar-se de início logo à sua frente. Esse triângulo frontal é um triângulo isósceles, cujo ângulo do vértice é formado pelo encontro dos dedos estendidos das mãos; as mãos, desse modo, têm que se encontrar exatamente no meridiano do corpo. O carateca deve igualmente projetar virtualmente uma área idêntica atrás de si.
A ideia principal desse conceito é fazer o lutador funcionar como se tivesse o perfil de uma embarcação, ou de uma quilha de barco, que desvia para as laterais o fluxo que contra si se chocam.
E, mais, tendo como centro o tanden, o lutador deve projetar um círculo também em torno de si, onde sua movimentação deverá ser preferencialmente executada.

## Shikaku
Shikaku (死角) é a técnica na qual se cria uma área em que se podem desenvolver técnicas, de ataque e de defesa, sem que o oponente possa entrever o que se faz. Grosso modo, pode-se chamar de «ponto cego».

## Ten'i
Ten'i (転位, mudança de posição)

## Ten-tai
Tentai (転体)

## Ten-gi
Ten-gi (転技)